# Губно-зубні приголосні

Місце творення губно-зубних приголосних. Червоною барвою виділений язик

Губно-зубні приголосні (англ. labiodental consonants) — у фонетиці група приголосних звуків, що мають однакове місце творення: вони артикулюються нижньою губою проти верхніх зубів. Інша назва — ла́біо-дента́льні при́голосні.

## Губно-зубні приголосні
- [p̪͡f] (пф) — глухий губно-зубний африкат
- [p̪] (твердий п) — глухий губно-зубний проривний
- [f] (ф) — глухий губно-зубний фрикативний
- [b̪͡v] (бв) — дзвінкий губно-зубний африкат
- [ɱ] (твердий м) — дзвінкий губно-зубний носовий
- [b̪] (твердий б) — дзвінкий губно-зубний проривний
- [v] (твердий в) — дзвінкий губно-зубний фрикативний
- [ʋ] (в) — дзвінкий губно-зубний апроксимант
- [ⱱ] (в) — дзвінкий губно-зубний одноударний
- [ʘ̪] — губно-зубний клік